# Priklonow-Rukawischnikow-Anwesen

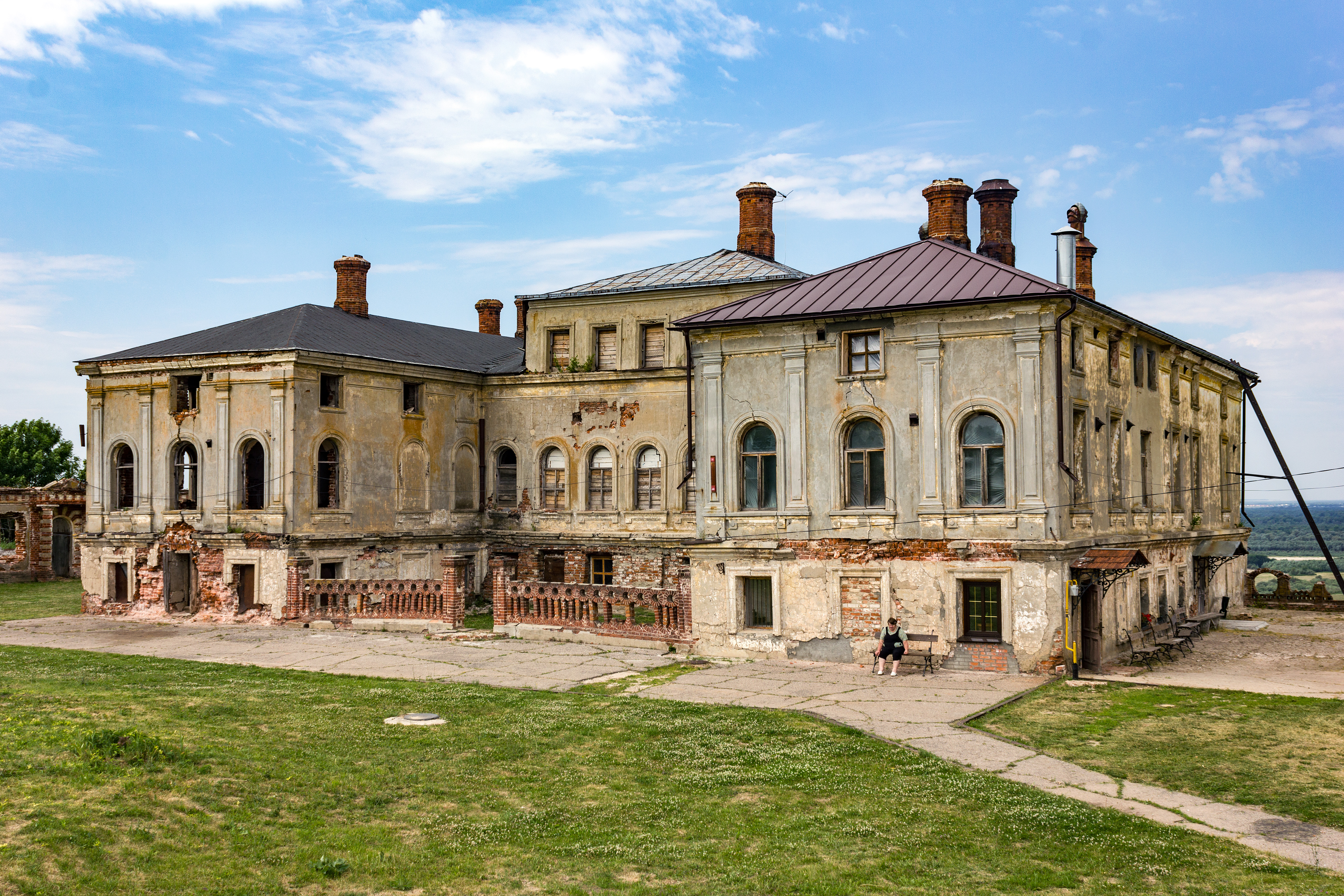
2018

Das Priklonow-Rukawischnikow-Anwesen ist ein aufgebenes Gut im östlichen Teil des Dorfes Podwjasje, nordwestlich von Bogorodsk, Oblast Nischni Nowgorod. Es gehörte zuletzt der adeligen Familie Priklonow, dann der Industriellenfamilie Rukawischnikow.